# Bayreuther Premierenbesetzungen des Parsifal

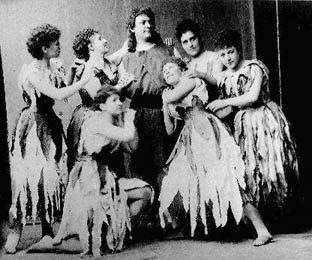
Hermann Winkelmann als Parsifal, 1882

Die Bayreuther Premierenbesetzungen des Parsifal listen die Mitwirkenden an den Neuinszenierungen von Richard Wagners Bühnenweihfestspiel Parsifal auf, einschließlich der Uraufführung, die am 26. Juli 1882 bei den Bayreuther Festspielen stattfand.

## Zur Aufführungsgeschichte
In der letzten Aufführung der Uraufführungsserie im Jahr 1882 übernahm Richard Wagner im III. Akt persönlich die Stabführung von Hermann Levi, unbemerkt vom Publikum, da der überbaute Orchestergraben des Festspielhauses den Dirigenten und das Orchester für das Publikum unsichtbar machte. Es war das einzige Mal, dass der Komponist in seinem Haus selbst dirigierte.
Parsifal wurde eigens für das Bayreuther Festspielhaus komponiert und sollte, wie Wagner 1880 in einem Brief an König Ludwig II. von Bayern festlegte, ausschließlich dort aufgeführt werden. Die Uraufführungsinszenierung war in Bayreuth quasi sakrosankt und stand in einem Zeitrahmen von 51 Jahren nahezu unverändert auf dem Spielplan der Festspiele. Dirigent blieb bis 1894 Hermann Levi, nur 1888 (und danach 1897) dirigierte Felix Mottl. Später übernahmen auch Franz Fischer und Karl Muck die musikalische Leitung der Parsifal-Festspielaufführungen.
Die Schutzfrist von 30 Jahren nach dem Tod des Komponisten endete am 31. Dezember 1913. Jedoch bereits 1901 wandte sich die Witwe des Komponisten und Leiterin der Festspiele, Cosima Wagner, an den Deutschen Reichstag mit dem Ersuchen, das alleinige Aufführungsrecht für Bayreuth zu sichern. Die Bitte wurde abgelehnt. Bereits vor Ende der Schutzfrist kam es zu nicht autorisierten Aufführungen, beispielsweise an der New Yorker Metropolitan Opera, dort am 24. Dezember 1903, Cosima 66. Geburtstag, und in Amsterdam.
Nach Ende der Schutzfrist kam es noch innerhalb des Monats Januar 1914 zu vierzig Inszenierungen des Werkes. Die erste dieser legalen Produktionen begann in der Silvesternacht 1913 um 11:30 Uhr im Teatro Liceu von Barcelona. Bis heute ist Parsifal das am häufigsten aufgeführte Werk der Bayreuther Festspiele.

### 1934
Erst 1934 wurde – im Auftrag Adolf Hitlers – eine Neuinszenierung mit Bühnenbildern von Alfred Roller, Hitlers Lieblingsbühnenbildner, gezeigt. Nach der politisch bedingten Absage Arturo Toscaninis, der die Neuproduktion hätte dirigieren sollte, sprang Richard Strauss ein.
Nach Beginn des Zweiten Weltkriegs durch den deutschen Überfall auf Polen durfte das Werk – mutmaßlich wegen seiner Versöhnungsbotschaft – auf Geheiß Hitlers in Bayreuth nicht mehr gespielt werden. Wie durch ein Wunder wurde das Bayreuther Festspielhaus im Bombenkrieg der Alliierten nicht zerstört, doch zwei Drittel der Stadt lagen in Schutt und Asche. Auch die Villa Wahnfried wurde am 5. April 1945 zur Hälfte zerstört, der Saal samt Rotunde und darüberliegender Etage sowie der südöstliche Teil des Hauses wurden weggesprengt.

### 1951
Als die Bayreuther Festspiele 1951 wieder neu institutionalisiert werden konnten, präsentierte der neue Künstlerische Leiter der Festspiele, Wieland Wagner, eine radikale Neufassung des Parsifals, als erste Inszenierung des „Neuen Bayreuth“. Er verzichtete auf einen detaillierten Naturalismus und stellte durch Abstraktion und suggestive Lichtregie die Musik in den Vordergrund. Das Bühnengeschehen wurde expressiv verdichtet und nur durch äußerst zurückgenommene stilisierte und bedeutungsstarke Gesten und Bewegungen unterstrichen. Sein Bayreuther Inszenierungsstil wurde zum vielfach kopierten Modell für zahlreiche Wagner-Inszenierungen bis in die 1970er-Jahre. Die Neuinszenierung wurde von Hans Knappertsbusch dirigiert und ist auch als Schallplatte erschienen. Wieland Wagners Inszenierung blieb mehr als zwanzig Jahre auf dem Bayreuther Spielplan und erreichte 101 Aufführungen. Die Premiere war mit den weltweit besten Wagner-Sängern besetzt, darunter Wolfgang Windgassen in der Titelpartie, Martha Mödl als Kundry und George London als Amfortas.

## Premierenbesetzungen
In der sechsten Spalte ist die Zahl der Aufführungen der jeweiligen Inszenierung angegeben.
| 26. Juli 1882 Uraufführung, Inszenierung: Richard Wagner, Dirigent: Hermann Levi, Bühnenbild: Max Brückner, Paul von Joukowsky, Siegfried Wagner, Kurt Söhnlein Diese Inszenierung war bis 1933 bei den Bayreuther Festspielen zu sehen. |                     |                                                        | | |     |
| Theodor Reichmann August Kindermann Emil Scaria | Hermann Winkelmann  | Amalie Materna Karl Hill Sophie Dompierre              | Anton von Fuchs, Eugen Stumpf Hermine Galfy, Mathilde Keil, Max Mikorey, Adolf von Hübbenet               | Pauline Horson, Johanna Meta, Carrie Pringle, Johanna André, Hermine Galfy, Luise Belce                         | 205 |
| 1934–1936 Inszenierung: Heinz Tietjen, Dirigent: Richard Strauss, Bühnenbild: Alfred Roller, Emil Preetorius |                     |                                                        | | |     |
| Herbert Janssen Franz Sauer Ivar Andresen | Helge Rosvaenge     | Marta Fuchs Robert Burg Rut Berglund                   | Fritz Marcks, Hans Wrana Irmingard Scheidemantel, Edith Neudahm, Gerhard Witting, Edwin Heyer             | Käthe Heidersbach, Irene Hoebink, Hildegard Weigel, Franziska von Dobay, Irmingard Scheidemantel, Margery Booth | 11  |
| 1937–1939 Inszenierung: Heinz Tietjen, Dirigent: Wilhelm Furtwängler, Bühnenbild und Trachten: Wieland Wagner |                     |                                                        | | |     |
| Herbert Janssen Michael von Roggen Josef von Manowarda | Max Lorenz          | Marta Fuchs Robert Burg Rut Berglund                   | Ferdinand Bürgmann, Carl Schlottmann Hilde Scheppan, Beate Asserson, Erich Zimmermann, Edwin Heyer        | Käthe Heidersbach, Elfriede Marherr, Beate Asserson, Anny von Stosch, Hilde Scheppan, Rut Berglund              | 15  |
| 1951–1973 Inszenierung: Wieland Wagner, Dirigent: Hans Knappertsbusch, Ausstattung: Wieland Wagner, Charlotte Vocke |                     |                                                        | | |     |
| George London Arnold van Mill Ludwig Weber | Wolfgang Windgassen | Martha Mödl Hermann Uhde Ruth Siewert                  | Walter Fritz, Werner Faulhaber Hanna Ludwig, Elfriede Wild, Günter Baldauf, Gerhard Stolze                | Lore Wissmann, Erika Zimmermann, Hanna Ludwig, Paula Brivkalne, Maria Lacorn, Elfriede Wild                     | 101 |
| 1975–1981 Inszenierung: Wolfgang Wagner, Dirigent: Horst Stein, Ausstattung: Wolfgang Wagner, Reinhard Heinrich |                     |                                                        | | |     |
| Bernd Weikl Karl Ridderbusch Hans Sotin | René Kollo          | Eva Randová Franz Mazura Ortrun Wenkel                 | Heribert Steinbach, Nikolaus Hillebrand Trudeliese Schmidt, Hanna Schwarz, Martin Finke, Martin Egel      | Hannelore Bode, Trudeliese Schmidt, Hanna Schwarz, Yoko Kawahara, Irja Auroora, Alicia Nafé                     | 39  |
| 1982–1988 Inszenierung: Götz Friedrich, Dirigent: James Levine, Ausstattung: Andreas Reinhardt |                     |                                                        | | |     |
| Simon Estes Matti Salminen Hans Sotin | Peter Hofmann       | Leonie Rysanek Franz Mazura Hanna Schwarz              | Toni Krämer, Matthias Hölle Ruthild Engert-Ely, Sabine Fues, Helmut Pampuch, Peter Maus                   | Monika Schmitt, Anita Soldh, Hanna Schwarz, Francine Laurent-Gérimont, Deborah Sasson, Margit Neubauer          | 33  |
| 1989–2001 Inszenierung: Wolfgang Wagner, Dirigent: James Levine, Ausstattung: Wolfgang Wagner, Reinhard Heinrich |                     |                                                        | | |     |
| Bernd Weikl Matthias Hölle Hans Sotin | William Pell        | Waltraud Meier Franz Mazura Hitomi Katagiri            | Richard Brunner, Sándor Sólyom-Nagy Carmen Anhorn, Annette Küttenbaum, Helmut Pampuch, Peter Maus         | Christiane Hossfeld, Carmen Anhorn, Alexandra Bergmeister, Hilde Leidland, Deborah Sasson, Jane Turner          | 65  |
| 2004–2007 Inszenierung: Christoph Schlingensief, Dirigent: Pierre Boulez, Ausstattung: Thomas George, Daniel Angermahr, Tabea Braun, Licht: Voxi Bärenklau                                                                               |                     |                                                        | | |     |
| Alejandro Marco-Buhrmester Kwangchul Youn Robert Holl | Endrik Wottrich     | Michelle de Young John Wegner Simone Schröder          | Tomislav Mužek, Samuel Youn Julia Borchert, Atala Schöck, Norbert Ernst, Miljenko Turk                    | Julia Borchert, Martina Rüping, Carola Guber, Anna Korondi, Jutta Maria Böhnert, Atala Schöck                   | 21  |
| 2008–2012 Inszenierung: Stefan Herheim, Dirigent: Daniele Gatti, Ausstattung: Heike Scheele, Gesine Völlm, Video: Momme Hinrichs, Torge Møller                                                                                           |                     |                                                        | | |     |
| Detlef Roth Diógenes Randes Kwangchul Youn | Christopher Ventris | Mihoko Fujimura Thomas Jesatko Simone Schröder         | Arnold Bezuyen, Friedemann Röhlig Julia Borchert, Ulrike Helzel, Clemens Bieber, Timothy Oliver           | Julia Borchert, Martina Rüping, Carola Guber, Anna Korondi, Jutta Maria Böhnert, Ulrike Helzel                  | 29  |
| 2016–2019 Inszenierung: Uwe Eric Laufenberg, Dirigent: Hartmut Haenchen, Ausstattung: Gisbert Jäkel, Jessica Karge, Licht: Reinhard Traub                                                                                                |                     |                                                        | | |     |
| Ryan McKinny Karl-Heinz Lehner Georg Zeppenfeld | Klaus Florian Vogt  | Elena Pankratova Gerd Grochowski Wiebke Lehmkuhl       | Tansel Akzeybek, Timo Riihonen Alexandra Steiner, Mareike Morr, Charles Kim, Stefan Heibach               | Anna Siminska, Katharina Persicke, Mareike Morr, Alexandra Steiner, Bele Kumberger, Ingeborg Gillebo            | 24  |
| seit 2023 Inszenierung: Jay Scheib, Dirigent: Pablo Heras-Casado, Ausstattung: Mimi Lien, Meentje Nielsen, Video: Joshua Higgason, Licht: Rainer Casper                                                                                  |                     |                                                        | | |     |
| Derek Welton Tobias Kehrer Georg Zeppenfeld | Andreas Schager     | Elīna Garanča Jordan Shanahan Marie Henriette Reinhold | Siyabonga Maqungo, Jens-Erik Aasbø Betsy Horne, Margaret Plummer, Jorge Rodríguez-Norton, Garrie Davislim | Evelin Novak, Camille Schnoor, Margaret Plummer, Julia Grüter, Betsy Horne, Marie Henriette Reinhold            |     |